# Bruno Caires
Bruno Ricardo Mendonça de Caires, noto semplicemente come Bruno Caires (Lisbona, 2 aprile 1976), è un ex calciatore portoghese, di ruolo centrocampista.

## Palmarès

### Club

#### Competizioni nazionali
- Coppa del Portogallo: 1

Benfica: 1995-1996